# Élections municipales à Cambrai
Cette page présente les résultats des élections municipales à Cambrai depuis 1971. Le conseil municipal compte 39 membres, parmi lesquels est élu le maire de Cambrai.

## Élections municipales de 2020

### Contexte

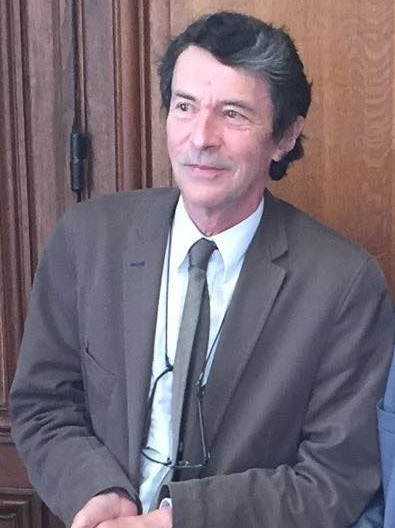
François-Xavier Villain (ici en 2020) est maire de la ville de Cambrai de 1992 à 2025.

Le premier tour des élections municipales de 2020 à Cambrai se tient, comme dans le reste de la France, le 15 mars 2020. Lors du précédent scrutin, en 2014, le maire sortant François-Xavier Villain (DVD) a été réélu avec 72,5 % des suffrages exprimés, face à trois autres listes. Le taux de participation était de 55,1 % à Cambrai, ce qui était inférieur à la moyenne nationale (62,1 %).
En 2020, François-Xavier Villain est candidat pour un cinquième mandat. Il a face à lui six autres candidats : Jean-Pascal Lerouge (LREM), Thomas Walet (ECO), Gérard Philippe (RN), Yves-Pascal Renouard (SE), Catherine Dessery (UG) et Stéphane Maurice (DVD).
Le scrutin a lieu en pleine crise sanitaire mondiale liée à la propagation du coronavirus (Covid-19). Dans les bureaux de vote, la municipalité met à disposition des électeurs du gel hydroalcoolique, du savon et des lingettes.

### Résultats
| Tête de liste                              | Tête de liste           | Liste       | Premier tour | Premier tour | Sièges |
| Tête de liste                              | Tête de liste           | Liste       | Voix         | %            | Sièges |
| ------------------------------------------ | ----------------------- | ----------- | ------------ | ------------ | ------ |
|                                            | François-Xavier Villain | DVD         | 4 367        | 56,34        | 32     |
| Union pour Cambrai*                        |                         |             | 4 367        | 56,34        | 32     |
|                                            | Stéphane Maurice        | DVD         | 1 129        | 14,56        | 3      |
| Pour Cambrai, un nouveau projet !          |                         |             | 1 129        | 14,56        | 3      |
|                                            | Jean-Pascal Lerouge     | LREM        | 868          | 11,19        | 2      |
| Oui Cambrai peut                           |                         |             | 868          | 11,19        | 2      |
|                                            | Gérard Philippe         | RN          | 402          | 5,18         | 1      |
| Rassemblement pour réveiller Cambrai       |                         |             | 402          | 5,18         | 1      |
|                                            | Catherine Dessery       | UG          | 393          | 5,07         | 1      |
| Pour Cambrai : la gauche unie et citoyenne |                         |             | 393          | 5,07         | 1      |
|                                            | Thomas Walet            | ECO         | 383          | 4,94         |        |
| Ensemble réinventons Cambrai               |                         |             | 383          | 4,94         |        |
|                                            | Yves-Pascal Renouard    | SE          | 209          | 2,69         |        |
| Envie d'agir pour Cambrai                  |                         |             | 209          | 2,69         |        |
|                                            |                         |             |              |              |        |
| Exprimés                                   | Exprimés                | Exprimés    | 7 751        | 97,33        |        |
| Blancs                                     | Blancs                  | Blancs      | 60           | 0,75         |        |
| Nuls                                       | Nuls                    | Nuls        | 153          | 1,92         |        |
| Votants                                    | Votants                 | Votants     | 7 969        | 34,66        |        |
| Abstentions                                | Abstentions             | Abstentions | 15 016       | 65,34        |        |
| Inscrits                                   | Inscrits                | Inscrits    | 22 980       | 100,00       |        |
| * Liste du maire sortant                   |                         |             |              |              |        |

### Analyse
Le taux d'abstention s’élève à 65,3 % des inscrits, un chiffre supérieur à la moyenne nationale qui s'explique notamment par la crainte de la pandémie de maladie à coronavirus. Le maire sortant François-Xavier Villain est réélu dès le premier tour avec 56,3 % des voix, loin devant le candidat DVD Stéphane Maurice, semblant profiter de la « prime au sortant » observée au niveau national. La liste LREM, bien que conduite par un ancien adjoint de la majorité municipale, se retrouve à la troisième position.
Le score du Rassemblement national (ex-FN) est en recul par rapport à 2014 (5,2 % contre 11 %), tandis que la gauche conserve de justesse sa représentation au sein du conseil municipal. L'écologiste Thomas Walet et le conseiller d'opposition sortant Yves-Pascal Renouard échouent à réunir le nombre de voix nécessaires pour obtenir un siège.

## Élections municipales de 2014

### Contexte
Le premier tour se tient le 23 mars 2014. François-Xavier Villain, maire depuis 1992 et député depuis 2002, est candidat à sa succession.
Il est opposé à trois autres candidats : le conseiller municipal sortant Jean-Louis Delhaye (Front de gauche), Yves-Pascal Renouard (PS) et Thierry Basquin (FN). Le parti d'extrême droite présente pour la première fois une liste à Cambrai, même si le Mouvement national républicain (MNR) — issu d'une scission avec le FN — était présent en 2001.

### Résultats
| Tête de liste                 | Tête de liste           | Liste          | Premier tour | Premier tour | Sièges |
| Tête de liste                 | Tête de liste           | Liste          | Voix         | %            | Sièges |
| ----------------------------- | ----------------------- | -------------- | ------------ | ------------ | ------ |
|                               | François-Xavier Villain | DVD            | 9 075        | 72,46        | 35     |
| Union pour Cambrai*           |                         |                | 9 075        | 72,46        | 35     |
|                               | Thierry Basquin         | FN             | 1 373        | 10,96        | 2      |
| Cambrai Bleu Marine           |                         |                | 1 373        | 10,96        | 2      |
|                               | Yves-Pascal Renouard    | PS             | 1 050        | 8,38         | 1      |
| Cambrai ensemble et autrement |                         |                | 1 050        | 8,38         | 1      |
|                               | Jean-Louis Delhaye      | FG             | 1 026        | 8,19         | 1      |
| À gauche pour Cambrai         |                         |                | 1 026        | 8,19         | 1      |
|                               |                         |                |              |              |        |
| Exprimés                      | Exprimés                | Exprimés       | 12 524       | 97,46        |        |
| Blancs et nuls                | Blancs et nuls          | Blancs et nuls | 326          | 2,54         |        |
| Votants                       | Votants                 | Votants        | 12 850       | 55,08        |        |
| Abstentions                   | Abstentions             | Abstentions    | 10 478       | 44,92        |        |
| Inscrits                      | Inscrits                | Inscrits       | 23 328       | 100,00       |        |
| * Liste du maire sortant      |                         |                |              |              |        |

### Analyse
Les élections municipales de 2014 à Cambrai sont marquées par la réélection de François-Xavier Villain au premier tour, avec un score largement supérieur à ceux des précédentes élections. Le Front national (FN) réalise une percée surprise en arrivant en deuxième position, ce qui lui permet d'obtenir deux sièges au conseil municipal, une première. Le scrutin s'avère particulièrement difficile pour le Parti socialiste (PS), qui obtient moins de 10 % des suffrages et un seul élu contre quatre durant le mandat 2008-2014, faisant jeu égal avec le Front de gauche qui le talonne dans les résultats.

## Élections municipales de 2008

### Résultats
| Tête de liste                      | Tête de liste           | Liste          | Premier tour | Premier tour | Sièges |
| Tête de liste                      | Tête de liste           | Liste          | Voix         | %            | Sièges |
| ---------------------------------- | ----------------------- | -------------- | ------------ | ------------ | ------ |
|                                    | François-Xavier Villain | DVD            | 8 402        | 66,18        | 33     |
| Union pour Cambrai*                |                         |                | 8 402        | 66,18        | 33     |
|                                    | Brigitte Guidez         | PS             | 2 845        | 22,41        | 4      |
| Une ambition nouvelle pour Cambrai |                         |                | 2 845        | 22,41        | 4      |
|                                    | Dominique Marecalle     | MoDem          | 1 449        | 11,41        | 2      |
| Un élan nouveau pour Cambrai       |                         |                | 1 449        | 11,41        | 2      |
|                                    |                         |                |              |              |        |
| Exprimés                           | Exprimés                | Exprimés       | 12 696       | 96,64        |        |
| Blancs et nuls                     | Blancs et nuls          | Blancs et nuls | 442          | 3,36         |        |
| Votants                            | Votants                 | Votants        | 13 138       | 56,45        |        |
| Abstentions                        | Abstentions             | Abstentions    | 10 134       | 43,55        |        |
| Inscrits                           | Inscrits                | Inscrits       | 23 272       | 100,00       |        |
| * Liste du maire sortant           |                         |                |              |              |        |

### Analyse
Comme depuis 1995, François-Xavier Villain est réélu dès le premier tour. Le Parti socialiste arrive en deuxième position avec un résultat comparable à celui de 2001. La liste du Mouvement démocrate (MoDem), dont la campagne a été jugée plus offensive, termine troisième mais double le résultat obtenu par le candidat du parti aux élections législatives de 2007 (6,2 % à Cambrai). Le taux de participation (56,5 %) est inférieur de dix points à la moyenne nationale (66,5 %).
Concernant la composition du conseil municipal, la liste du maire sortant obtient 33 sièges, quatre sièges sont attribués à la liste du PS et deux le sont à celle du MoDem.

## Élections municipales de 2001
|  |                               | Abstentions | 8 271   | 8 271 |
|  | Blancs et nuls                | 712         | 712     |       |
|  | Jean-Denis Dancourt (DVD)     | 982         | 7,22 %  |       |
|  | Pierre-Alain Douay (PS)       | 3 211       | 23,60 % |       |
|  | Albert Ponthieu (MNR)         | 722         | 5,31 %  |       |
|  | François-Xavier Villain (DVD) | 8 690       | 63,87 % |       |

## Élections municipales de 1995

### Contexte
Jacques Legendre (réélu pour le mandat 1989-1995) démissionne de son mandat de maire de Cambrai le 8 octobre 1992, à la suite de son élection au Sénat. Son premier adjoint, François-Xavier Villain, lui succède alors. Il est candidat à sa réélection.

### Résultats
|  |                               | Abstentions | 6 101   | 6 101 |
|  | Blancs et nuls                | 385         | 385     |       |
|  | Pierre-Alain Douay (PS)       | 3 845       | 26,87 % |       |
|  | Pierre Laperrelle (Les Verts) | 830         | 5,80 %  |       |
|  | François-Xavier Villain (DVD) | 9 637       | 67,34 % |       |

## Élections municipales de 1989

### Premier tour
|  |                            | Abstentions | 7 099   | 7 099 |
|  | Blancs et nuls             | 528         | 528     |       |
|  | Jean-Denis Dancourt (DVD)  | 1 688       | 10,82 % |       |
|  | R. Hégo (PCF)              | 1 359       | 8,63 %  |       |
|  | Jean Le Garrec (PS)        | 5 049       | 32,06 % |       |
|  | Jacques Legendre (RPR-UDF) | 7 654       | 48,60 % |       |

### Second tour
|  |                            | Abstentions | 6 101   | 6 101 |
|  | Blancs et nuls             | 385         | 385     |       |
|  | Jean-Denis Dancourt (DVD)  | 1 242       | 7,37 %  |       |
|  | Jean Le Garrec (PS)        | 6 990       | 41,48 % |       |
|  | Jacques Legendre (RPR-UDF) | 8 623       | 51,16 % |       |

### Analyse
Si au niveau national le Parti socialiste sort renforcé de ces élections, effaçant en partie la cuisante défaite des élections municipales de 1983, ce n'est pas le cas à Cambrai, où les voix de droite devancent largement celles du candidat socialiste, Jean Le Garrec. Jacques Legendre fait face au maintien au second tour d'un dissident de droite en la personne de Jean-Denis Dancourt. Au premier tour, ce dernier contribue à mettre le maire sortant en ballottage avec plus de 10,8 % des voix.

## Élections municipales de 1983
| Tête de liste            | Tête de liste    | Liste    | Premier tour | Premier tour | Sièges |
| Tête de liste            | Tête de liste    | Liste    | Voix         | %            | Sièges |
| ------------------------ | ---------------- | -------- | ------------ | ------------ | ------ |
|                          | Jacques Legendre | RPR-UDF  | 11 561       | 59,84        | 31     |
| Union de l'opposition*   |                  |          | 11 561       | 59,84        | 31     |
|                          | Jean Le Garrec   | PS-PCF   | 7 760        | 40,16        | 8      |
| Union de la gauche       |                  |          | 7 760        | 40,16        | 8      |
|                          |                  |          |              |              |        |
| Exprimés                 | Exprimés         | Exprimés | 19 321       | 79,85        |        |
| Inscrits                 | Inscrits         | Inscrits | 24 198       | 100,00       |        |
| * Liste du maire sortant |                  |          |              |              |        |

| Parti | Parti                              | Élus | Statut     |
| ----- | ---------------------------------- | ---- | ---------- |
|       | Divers droite                      | 15   | Majorité   |
|       | Rassemblement pour la République   | 11   | Majorité   |
|       | Union pour la démocratie française | 5    | Majorité   |
|       | Parti socialiste                   | 6    | Opposition |
|       | Parti communiste français          | 2    | Opposition |
| Total | Total                              | 39   |            |

## Élections municipales de 1977
| Tête de liste        | Tête de liste    | Liste      | Premier tour | Premier tour | Sièges |
| Tête de liste        | Tête de liste    | Liste      | Voix         | %            | Sièges |
| -------------------- | ---------------- | ---------- | ------------ | ------------ | ------ |
|                      | Jacques Legendre | RPR-RI-CDS | 10 430       | 54,27        | 30     |
| Liste de la majorité |                  |            | 10 430       | 54,27        | 30     |
|                      | J. Perrier       | PS-PCF     | 8 789        | 45,73        | 9      |
| Union de la gauche   |                  |            | 8 789        | 45,73        | 9      |
|                      |                  |            |              |              |        |
| Exprimés             | Exprimés         | Exprimés   | 19 219       | 78,22        |        |
| Inscrits             | Inscrits         | Inscrits   | 24 454       | 100,00       |        |

## Élections municipales de 1971

### Premier tour
|  |                       | Abstentions | 6 061   | 6 061 |
|  | Blancs et nuls        | 516         | 516     |       |
|  | Jacques Cluzot (PCF)  | 2 100       | 12,67 % |       |
|  | Francis Dehaine (DVD) | 1 894       | 11,43 % |       |
|  | Jean Durieux (UDF)    | 5 392       | 32,54 % |       |
|  | Raymond Gernez (PS)   | 7 185       | 43,36 % |       |

### Second tour
|  |                       | Abstentions | 6 101   | 6 101 |
|  | Blancs et nuls        | 385         | 385     |       |
|  | Francis Dehaine (DVD) | 1 179       | 6,59 %  |       |
|  | Jean Durieux (UDF)    | 6 894       | 38,53 % |       |
|  | Raymond Gernez (PS)   | 9 818       | 54,88 % |       |